# Hasina Wajed

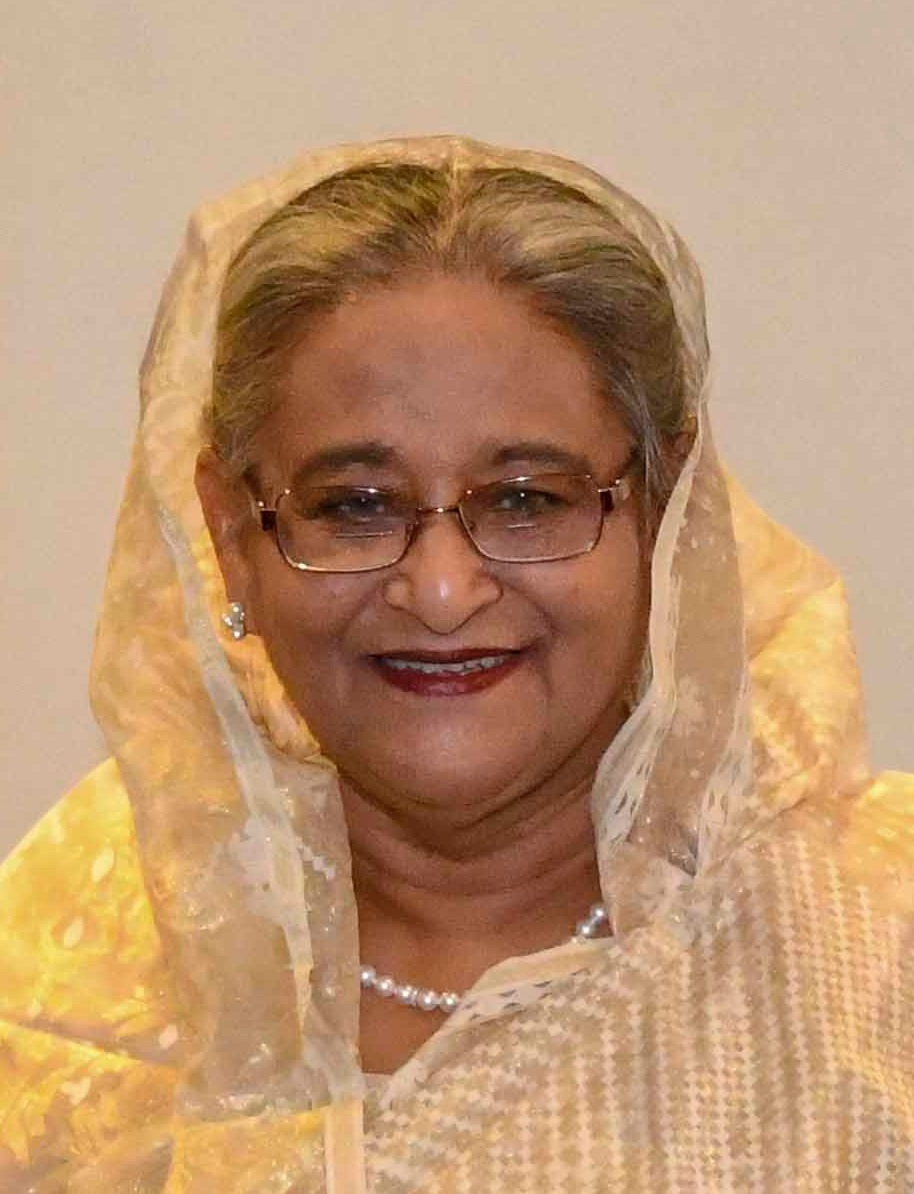
Sheikh Hasina Wajed, 2018

Sheikh Hasina Wajed (auch Sheikh Hasina Wazed, bengalisch শেখ হাসিনা ওয়াজেদ Śēkh Hāsinā Oẏājed; * 28. September 1947 im Dorf Tungipara, Distrikt Gopalganj, als Sheikh Hasina [Rufname „Hasina“, Familienname „Sheikh“]) ist eine bangladeschische Politikerin. Sie war von Januar 2009 bis zu ihrem durch landesweite Proteste ausgelösten Rücktritt Anfang August 2024 zum zweiten Mal Premierministerin des Landes. Ihr Vater Sheikh Mujibur Rahman führte das Land in die Unabhängigkeit von Pakistan (1971). Hasina regierte Bangladesch teilweise autoritär. Die Situation bezüglich Demokratie und Menschenrechten in Bangladesch blieb unter ihrer Regierung prekär.

## Leben

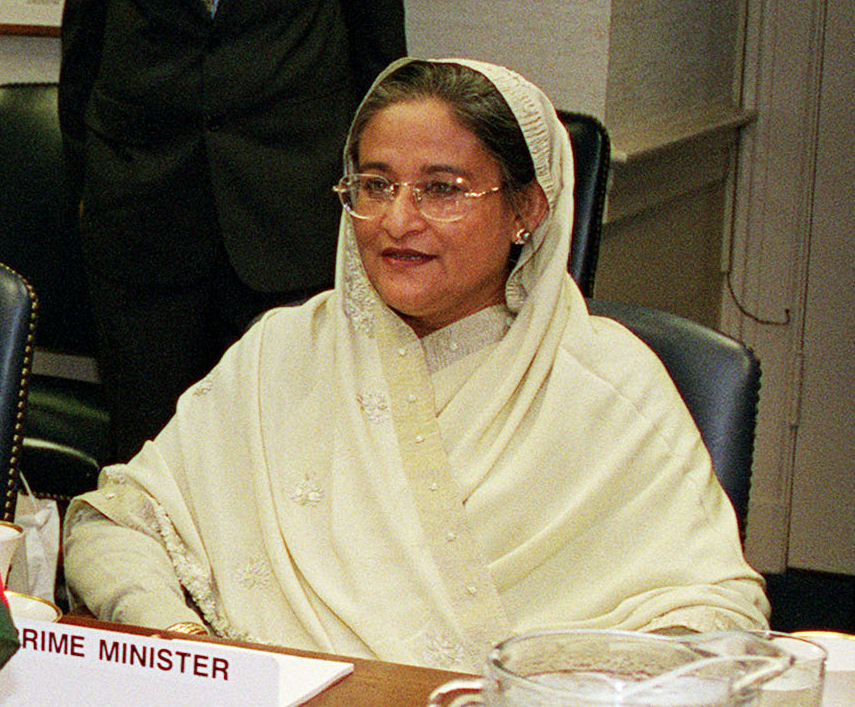
Sheikh Hasina Wajed, 2000

Sheikh Hasina ist die älteste Tochter des Staatsgründers Sheikh Mujibur Rahman, der maßgeblichen Einfluss auf die Unabhängigkeit Bangladeschs von Pakistan hatte. Sie studierte an der Universität Dhaka in den späten 1960er Jahren. Seit dieser Zeit war sie politisch aktiv und unterstützte ihren Vater, der von der pakistanischen Regierung inhaftiert worden war.
Im Jahr 1968 heiratete sie den bangladeschischen Wissenschaftler Wazed Miah und trägt seither auch seinen Familiennamen.
Sie und ihre Schwester Sheikh Rehana entgingen als einzige der Ermordung ihrer Familie im Verlauf eines Militärputschs gegen ihren Vater am 15. August 1975, da sie sich zu diesem Zeitpunkt in der Bundesrepublik Deutschland aufhielten. Hasina verbrachte sechs Jahre im Exil und übernahm 1981 die Führung der damals oppositionellen sozialdemokratischen Awami-Liga. Sie wurde zu einer prominenten Fürsprecherin der Demokratie, wofür sie einige Male unter Hausarrest gestellt wurde.
Vom 23. Juni 1996 bis 15. Juli 2001 hatte sie ihre erste Amtszeit als Premierministerin von Bangladesch. Ihre langjährige politische Gegnerin war Khaleda Zia. Beide Frauen haben das Amt der Premierministerin abwechselnd innegehabt.
Bei der Parlamentswahl 2008 errang Sheikh Hasina gemeinsam mit ihrer Mitte-links-Partei einen deutlichen Sieg gegen Zia und deren Bangladesh Nationalist Party (BNP) und sicherte der Liga mehr als drei Viertel der 300 Sitze.
Es wurden mehrere erfolglose Mordanschläge auf sie verübt. Am 6. Januar 2009 wurde sie erneut als Ministerpräsidentin vereidigt. Bei der von Wahlfälschungsvorwürfen überschatteten Parlamentswahl 2014 wurde sie in ihrem Amt bestätigt. Vor und während der Wahl kam es zu gewaltsamen Auseinandersetzungen, bei denen mehrere Menschen getötet wurden. Die BNP hatte zu einem Wahlboykott aufgerufen, da sie der Regierung Wahlmanipulation vorwarf. Die USA sowie das Commonwealth und die EU lehnten die Entsendung von Wahlbeobachtern ab.
Nach wochenlangen gewaltsamen Protesten gegen die Regierung, die in Straßenkämpfen mit Unterstützern und Schüssen von staatlichen Sicherheitskräften kulminierten (insgesamt gab es mehr als 300 Tote), trat Sheikh Hasina am 5. August 2024 als Premierministerin zurück und flüchtete zuerst per Wagenkolonne und dann weiter per Helikopter und verließ das Land in Richtung Indien. Am Folgetag wurde die Oppositionsführerin und ehemalige Premierministerin Khaleda Zia aus dem Hausarrest freigelassen und Staatspräsident Mohammed Shahabuddin löste das Parlament auf.
Im Vorfeld der nationalen Parlamentswahlen im Dezember 2025 oder Juni 2026 entzog die Wahlkommission der Partei Sheiks, der Awami-Liga, im Mai 2025 die Registrierung. Die Entscheidung erfolgte wenige Tage, nachdem die von Friedensnobelpreisträger Muhammad Yunus geführte Übergangsregierung der Awami-Liga bereits alle Aktivitäten untersagt hatte. Die Regierung stützte sich dabei auf ein Anti-Terror-Gesetz und verwies auf ein Verfahren gegen die Aswami-Liga und deren Führung.

## Auszeichnungen
- 1998 Félix-Houphouët-Boigny-Friedenspreis mit George J. Mitchell, U.S. Senator
- 2015 Champions of the Earth Award